# Жанаозен (село)
Жанаозе́н (каз. Жаңаөзен) — село у складі Жарминського району Абайської області Казахстану. Адміністративний центр Акжальського сільського округу.
Населення — 1471 особа (2021; 1423 у 2009, 1909 у 1999, 1841 у 1989).
Національний склад станом на 1989 рік:
- казахи — 69 %
- росіяни — 20 %

До 2007 року село називалося Новоріченськ.